# 880. grenadirski polk (Wehrmacht)
880. grenadirski polk (izvirno nemško 880. Grenadier-Regiment; kratica 880. GR) je bil pehotni polk Heera v času druge svetovne vojne.

## Zgodovina
Polk je bil ustanovljen 12. marca 1943 kot okrepljeni grenadirski polk. Marca istega leta je bil uporabljen za ustanovitev 305. pehotne divizije.
Ponovno je bil ustanovljen oktobra 1944 kot del 347. pehotne divizije.